# Shelby Oaks
Pour plus de détails, voir Fiche technique et Distribution.
Shelby Oaks est un thriller horrifique américain produit, écrit et réalisé par Chris Stuckmann et sorti en 2024. Il s'agit de ses débuts en tant que réalisateur. Le film met en vedette Camille Sullivan, Brendan Sexton III, Michael Beach, Robin Bartlett, Keith David, Charlie Talbert, Emily Bennett et Sarah Durn.
Produit par Paper Street Pictures, le film est inspiré d'une campagne de marketing en ligne sur une équipe d'enquêteurs paranormaux fictive appelée The Paranormal Paranoids[réf. nécessaire]. Il est présenté au festival FanTasia 2024 et sortira en salles l'année suivante.

## Synopsis
Mia recherche sa sœur disparue, Riley, qui a été vue pour la dernière fois avec un groupe d'enquêteurs paranormaux, les Paranormal Paranoids.

## Fiche technique
- Titre original : Shelby Oaks
- Réalisation et scénario : Chris Stuckmann
- Photographie : Andrew Scott Baird
- Montage : n/a
- Musique : Aaron J. Morton
- Société de distribution : Metropolitan (France)[2]
- Pays de production : États-Unis
- Langue originale : anglais
- Format : couleur
- Genre : thriller, horreur, fantastique
- Durée : n/a
- Dates de sortie[3] :
  - Canada : 20 juillet 2024 (festival FanTasia)
  - États-Unis : 2025 Date sujette à modification
  - France : 10 décembre 2025[2] Date sujette à modification

## Distribution
- Keith David :
- Camille Sullivan : Mia
- Michael Beach :
- Brendan Sexton III : Robert
- Robin Bartlett :
- Phuong Kubacki : Reporter #2
- Charlie Talbert : Wilson Miles
- Sarah Durn : Riley, la sœur de Mia
- Emily Bennett : Janet
- Rob Grant : Elijah
- Lisa Coffey : l'infirmière
- Corey J. Rice : usager de la bibliothèque
- Lloyd Weema : un membre du SWAT
- Josh Heileman : un membre du SWAT (non crédité)

## Production

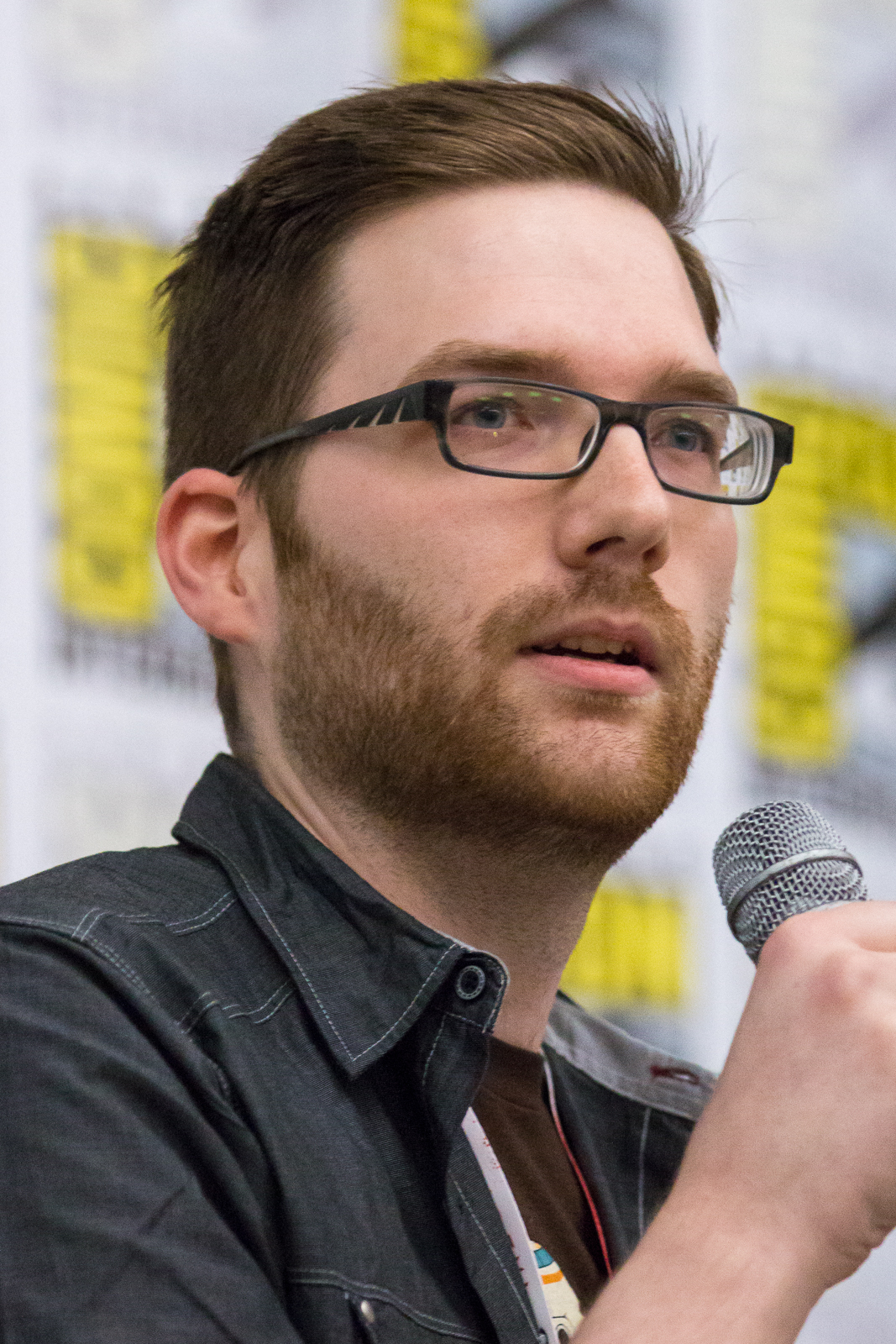
Scénariste, réalisateur et producteur Chris Stuckmann.

La photographie principale a commencé le 9 mai 2022, et s'est terminée le 5 juin. Le tournage a eu lieu à Cleveland, Ohio, y compris la Brennan House à Louisville, Kentucky, dans la maison de correction d’État de l'Ohio et un parc d'attractions abandonné. La production devait commencer fin 2021 mais a été retardée en raison de fonds insuffisants et d'une grève potentielle entre l'Alliance internationale des employés de la scène théâtrale (IATSE) et l'Alliance des producteurs de films et de télévision (AMPTP).